# 安利
安麗（英語：Amway）是一家美國营销公司，其特点是利用多層次营銷来销售健康、美容、居家护理、家用产品。總公司位於美國密歇根州大急流市艾達鎮區，1959年由杰·温安洛和理查·狄維士创办。
2017年，安利与其安达高旗下的姊妹公司报告当年的总销量为86亿美元。安利通过其分布在全球超过一百个国家或地区的有关公司进行销售，并于2015年在《福布斯》美国私有企业利润榜中排行第二十九，2016年《直销新闻》美国多層次直銷公司榜中排行第一，也是此類銷售加盟模式的先驅之一。

## 历史

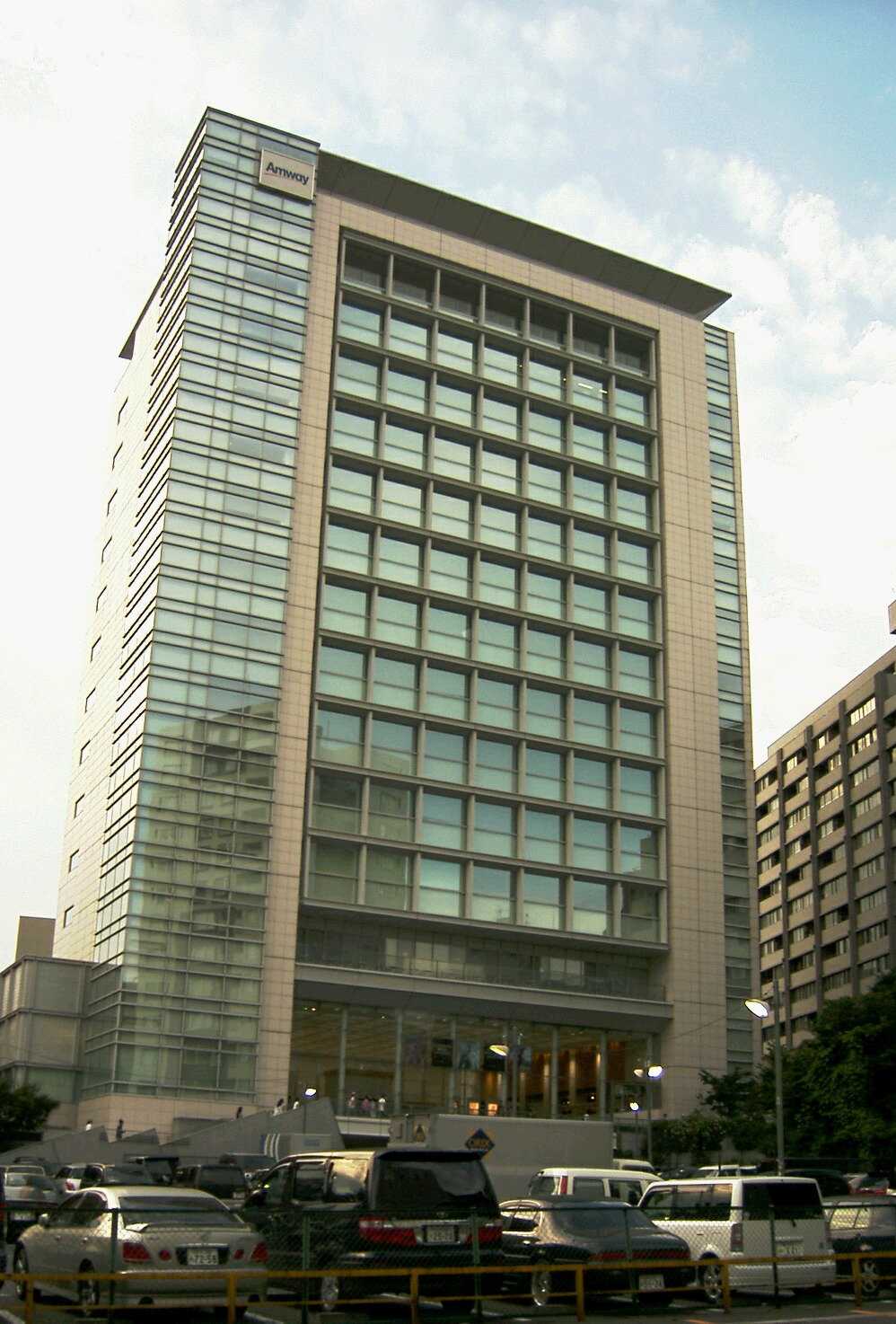
安利在日本的总部

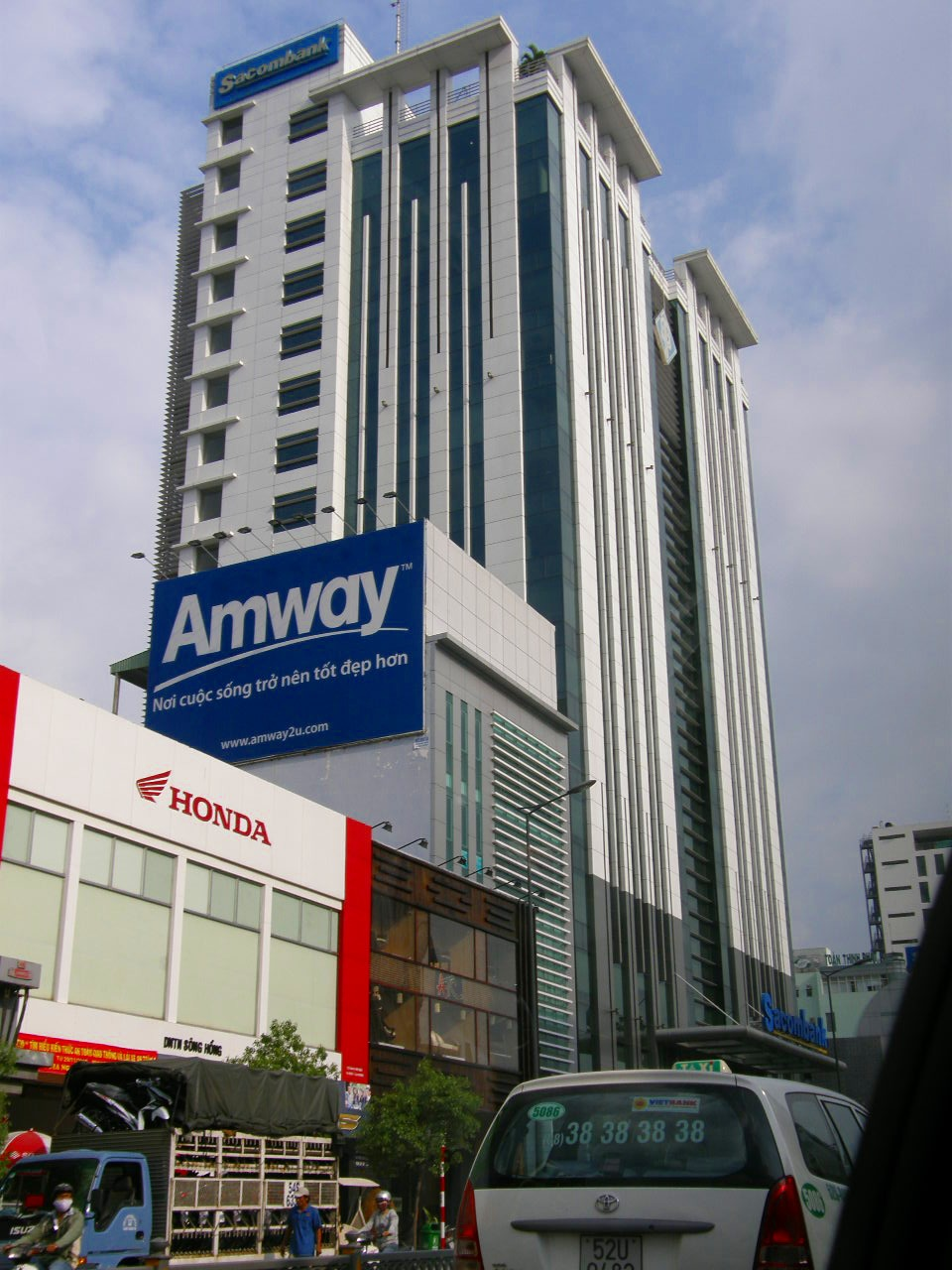
安利在越南胡志明市的大楼

### 创办
自学生时代以来，理查·狄维士和杰·温安洛就一直是好朋友，他们也共同经商，曾经经营过汉堡、包机服务、航海企业。1949年，经温安洛的表亲尼尔·马斯肯特（Neil Maaskant）引荐，他们来到了纽崔莱产品公司（Nutrilite Products Corporation），并在当年8月成为了紐崔萊食品供应的分销商。翌日，他们以$19.50美元的价格卖出了第一箱食品，但两周后就对此失去了兴趣。在马斯肯特的建议跟资助下，他们来到了芝加哥参加一场纽崔莱的讲座，观看了公司的一些资料视频、听了事业有成的分销商的经验分享，于是决定继续经营纽崔莱的业务。在回程的路上他们卖掉了第二箱产品，随后很快地就进入角色开始发展自己的业务。
1949年年初，他们创办了杰理公司（Ja-Ri Corporation，用二人的名字拼成），从南美洲国家进口羊毛制品。在听完芝加哥的那场讲座之后，他们将杰理公司转为纽崔莱的分销公司。除了销售所得利润之外，纽崔莱还利用多层次直销，当旧分销商引荐的新分销商将产品销售出去之后，旧分销商也能从纽崔莱那里得到佣金。到了1958年，狄维士和温安洛就已经组织了五千多名分销商。但因担心纽崔莱不稳定，再加上他们希望寻找一些新产品来分销，1959年4月，狄维士、温安洛以及其他的一些顶级分销商在地下室里成立了安利（当时名为美国之路协会，即）。
安利的第一个产品是 Frisk，由俄亥俄州科学家研发的一款浓缩有机清洁剂。狄维士和温安洛将其买下，后将其改名为液态有机清洁剂（Liquid Organic Cleaner）。二人随后成立了两个公司——安利销售公司（Amway Sales Corporation），用来采购、管理、销售产品；以及安利服务公司（Amway Services Corporation），来为分销商提供保险等福利。1960年，他们又买下了液态有机清洁剂的原生产商（Atco Manufacturing Company）50%的股份，并将其改名为安利制造公司（Amway Manufacturing Corporation）。1964年，安利销售公司、安利服务公司、安利制造公司合并为安利公司（Amway Corporation）。
1972年，安利取得了纽崔莱的控制权，1994年将纽崔莱完全买下。
安利1971年进军澳大利亚，1973年打入部分欧洲地区，1974年进入亚洲部分地区，1979年进入日本，1982年進入台灣，1985年进入拉丁美洲，1987年进入泰国，1995年进入中国，1997年进入非洲，1998年进入印度、斯堪的纳维亚，2003年进入乌克兰，2005年进入俄罗斯，2006年进入越南。
2017年，安利与其安达高旗下的姊妹公司报告当年的总销量为86亿美元。安利通过其分布在全球超过一百个国家或地区的有关公司进行销售，并于2015年在《福布斯》美国私有企业利润榜中排行第二十九，2016年《直销新闻》美国多層次直銷公司榜中排行第一。截至2017年，安利注册的直销商人数为105万。

### 捷星
1999年，安利的创始人建立了一家新的控股公司——安达高，并开了三家新公司——第一家是一间姊妹公司，名为捷星，主要在互联网上开展其业务；另外两家是捷通商务集团和 。其中 Pyxis 后来更名为富尔顿创新公司（Fulton Innovation），主要负责研发新品，而捷通商务集团则主要为安利、捷星和一些第三方企业提供物流服务。2006年，捷星发表了《捷星独立企业主补偿计划》（The Quixtar Independent Business Owner Compensation Plan），其中宣布活跃的独立企业主（占全部独立企业主的66%）每月总营业额平均为115美元。
（意为“同上邮递”）是安达高的自动化补给服务，每个月为其顾客递送预定的配给。截至2001年5月， 占了捷星北美销售额的30%。

## 商业模型
安利将单层次直销与多层次直銷两种方式相结合。安麗的经销商被称为“直銷商”（ABO,Amway Business Owner），他们不但与潜在的顾客面对面交流、销售，也会将感兴趣的人引進成為直銷商行列。哈佛商学院认为安利是“世界上最赚钱的直销公司之一”，其创办者温安洛和狄维士“通过金字塔式的多层次直销，让安利的直銷商不但能从自己的销售额中拿到一定比例的獎金，还能拿到他们发展下线的销售额比例裡的另外獎金”。

## 产品
安利旗下的产品涵盖了清洁剂、美容、保健、滤水器、功能饮料等方面。2017年，安利报告称其总销售额为86亿美元，其中按地区由高到低排序依次是中国大陆、美国、韩国、日本、泰国、台湾、印度、俄罗斯、马来西亚和香港。
安利的生产线从最初创立时买下的液态有机清洁剂开始发展，后引入了洗衣粉 SA8 （1960年）、化妆品系列雅姿（1968年）。目前，安利生产的产品超过450种，其工厂分布于中国、印度和美国，纽崔莱有机农场分布于巴西、墨西哥和美国。安利旗下的品牌有雅姿、逸新（Atmosphere）、Body Blends、Bodykey、Body Works、Clear Now、益之源（eSpring）、Glister、iCook、Legacy of Clean、纽崔莱、Perfect Empowered Drinking Water、Personal Accents、Ribbon、丝婷（Satinique）、Artistry Men和XS。

### 纽崔莱
纽崔莱（Nutrilite，在某些国家是）健康系列产品是安利最大的品牌，2008年纽崔莱全球销量超过30亿美元。2017年，纽崔莱依然是安利旗下的主导产品之一，和2016年相比销售额仍在大幅增长。
2001年，五款纽崔莱产品成为首批获得美國國家衛生基金會认证的节食产品。2006年至2009年间，纽崔莱赢得了马来西亚、中国大陆、台湾、泰国和全亚洲《Reader's Digest》“亚洲信赖品牌”的白金奖、金奖。2008年，因其对营养和基因互动上的研究，纽崔莱的研发人员与安达高的子分支赢得了第十二届约翰·M·肯尼营养与代谢奖（John M. Kinney Award for Nutrition and Metabolism）。
2011年，纽崔莱品牌的维他命、膳食补充剂在安利的销售额排到了第一，总共有47亿美元。据 Euromonitor International 报告，2014年纽崔莱在维他命和膳食补充剂方面的销量均为世界第一。2015年，Euromonitor International报告安利是中国第一大维他命和膳食补充剂供应商，占市场11%，年销售额达1000亿人民币（折合156亿美元）。此外，同年，根据中国顾客秘密品牌调查，安利纽崔莱是中国最受欢迎的维他命与膳食补充剂品牌。
2009年1月，安利宣布自愿召回一批纽崔莱和XS功能饮料。美国花生公司为这些产品提供了原料，当中可能含有被沙門氏菌屬污染的成分。安利称并没有收到任何与产品相关的病例报告。
2012年，美国公共利益科学中心（CSPI）控诉安利称其在Nutrilite Fruits & Vegetables 2GO Twist Tubes的产品描述中使用了未经证实且不合法的语句，并称如果安利不对此采取补救措施的话，那么他们要为此提起集体诉讼。安利回应称，那些对产品的描述用语都已经获得核实，他们也不打算更改产品标语，但仍然会针对CSPI的顾虑展开审核。CSPI后报告，安利同意在2014年年末更改产品标签。

## 商业合作
2006年12月，安达高取得了佛罗里达州奥兰多篮球队奥兰多魔术的主场馆冠名权。奥兰多魔术由德夫斯家所有。自此，球馆由原来的 TD Waterhouse Centre 更名为安利競技館。后安麗中心于2010年开张，旧的竞技场亦在2012年拆除。
2009年，安利全球与圣何塞地震职业足球大联盟队签了一个三年的合同，成为其服装赞助商。2009年3月，安利全球签约女子足球职业联赛球队洛杉矶太阳，成为其赞助商。虽然这是个多年合同，但该交易只持续了一年，因为第二年太阳队因财政问题解散了。2011年，安利与國家冰球聯盟球队底特律紅翼签署了三年的赞助协议。
自2012年起，安利一直冠名赞助着一年一度的加拿大足球錦標賽。

## 政治与文化

### 政治
1990年代间，安利是美国共和黨的主要赞助商，曾资助过多名共和党候选人。
1994年美国众议院选举中，安利公司及其成员赞助了一大笔选举费用，最多可到总花费（$669,525美元）的一半，赞助对象是共和党国会女议员、安利经销商苏·迈里克（北卡罗来纳州）。《琼斯夫人》杂志的两篇报道指出，安利经销商德克斯特·耶格（Dexter Yager）“用公司的群发语音信箱系统发起了众筹，获得了数百名安利经销商资助的$295,871美元”给迈里克选举用。依照一名选举工作人员的说法，迈里克定期出现在安利的线路上，在上百场集会中发言，并售卖价值5、10美元的录音带。1994年的那场选举结束之后，迈里克“与安利和耶格保持着亲密的关系”，随后在1997-1998年度选举中，又从安利的渠道筹得10万美元，“主要来自于大经销商那里”。1994年10月，安利向共和黨全國委員會捐了250万美元，创下了对一党单次选举的捐款数额记录，此外也是当时美国政治的头号企业赞助商。1996年7月，联合创办人之一的理查·狄维士发起了对共和党的三百万美元筹款，一周后即有报道指出安利为共和党捐了130万美元，用于帕特·羅伯遜的电视广告。但此举被民主党批评是在规避竞选活动的财政限制，捐款行为也随之停止。1997年4月，理查德·狄维士与其夫人海伦为共和黨全國委員會捐款一百万美元，这在当时是第二大的一笔软钱捐款，第一名是安利1994年向共和黨全國委員會捐出的250万美元。1997年7月，参议院政党领袖特倫特·洛特和眾議院議長紐特·金里奇在最后时刻通过了一项争议颇高的上税规定，让安利等五家公司在亚洲的分公司免税了一回，总涉及款额1900万美元。1997年8月，报纸《沃思堡星报》出版的专栏中，记者莫莉·埃尔文斯写道，安利“在国会拥有自己的眼线......有五名共和党众议院议员身兼安利经销商一职：北卡罗来纳州的苏·迈里克、内布拉斯加州的乔·克里斯坦森、密歇根州的迪克·克莱斯勒、加利福尼亚州的理查德·庞波和内华达州的約翰·恩賽。他们每年与安利进行若干次这种非正式的连线活动，讨论和公司相关的政策问题，当中包括中国的贸易现状。”《商业周刊》1998年的一篇关于竞选捐款的分析指出，安利与其创始人家族、顶级经销商在过去的十年内向共和党捐了至少700万美元。
在2004年选举期中，安利总共向一个保守派527组织——美国进步协会贡献了400万美元。公共诚信中心的一份报告指出，在该年选举期期间，凡·安德尔和狄维士家族占据了共和党捐款榜的第二、三、五名。狄克·狄维士，理查·狄维士之子、公司前总裁，在共和党国家委员会担任财政主席，其夫人贝琪·狄维士则在1996年至2000年、2003年至2005年间担任密歇根州共和党董事。2005年5月，在2006年密歇根州州长选举期间，狄克·狄维士与时任州长珍妮弗·格兰姆一道参选，但被格兰姆以56%的支持率击败，得票42%。
2012年8月，同性恋权利运动家弗雷德·卡尔热发起了抵制安利的活动，反对安利总裁德·狄维士的私人基金会向国家婚姻组织（该组织反对同性婚姻）捐款的行为。
美国东部时间2017年2月7日，美国参议院通过表决，贝琪·狄维士出任美国教育部长。

### 宗教
有不少来源指出，安利组织内部有在宣传基督教右派的意识形态。《琼斯夫人》将安利的经销商大军描述为“受到公司的基督教教义和自由企业理念的强烈双重影响”，运作起来“就像个私人的政治军队”。《自由企业邪教》（The Cult of Free Enterprise）作者史蒂芬·巴特菲尔德（Stephen Butterfield）曾在安利的耶格尔（Yager）中待过一段时间，他说“（安利）卖的是一个市场与励志的系统，卖的是原因、生活的方式，用的是激情四射、富有感情的同伴氛围和政治宗教的复兴主义”。《费城城市报》通讯员 Maryam Henein 称，“安利的那些激励人心的工具经常要么影射着圣经，要么直接从圣经搬过来，心照不宣地将人们置于基督教教义之中。”

### 美国商会
安利联合创办人杰·温安洛与其子史蒂夫·温安洛（Steve Van Andel）分别在1980年和2001年经美國商會董事会选举，成为其私有游说集团的主席。

## 传销指责
《怀疑论者字典》的作者罗伯特·托德·卡罗尔曾描述安利为“合法的金字塔式传销骗局”，并指控该公司利用了低层相关人士对该公司的近信仰式的崇拜心理以掩盖安利实际的低回报率。

### 指控

#### FTC的调查
聯邦貿易委員會于1979年调查声明安利不属于金字塔式骗局，因为（a）招募下线的个人（直销商）并未获得直接利润，（b）安利并不要求直销商购买大量的不动库存，（c）無要求直销商必须每月有10笔以上的零售交易以保持自身直销商的身份，（d）公司和所有直销商都必须接受下层直销商退回的多余商品。
然而，聯邦貿易委員會亦证实安利于“价格操作和夸大可能收入有罪”；该公司被勒令停止控制零售价格及于各直销商之间分散顾客，并被禁止歪曲其分销商可能在业务中实现的利润，收入或销售额。安利同时被要求在此类宣传中加入直销商的实际平均收入值，并明确指出超过半数的直销商并未从参与安利中赚到任何利润，以及一般的直销商每个月只能获利约100美金。安利于1986年的一次广告宣传中违背了这项指令，导致其被罚款100,000美金。
独立的消费者监督机构进行的调查声明约99%~99.9%的使用安利式付费计划的MLM参与者实际上遭受了不同程度的亏损。《怀疑论者字典》亦指出，“联邦贸易委员会命令安利在其所有产品中标识'54%的安利新人根本赚不到钱，而其余的每个月平均获得65美金利润'”。

#### 安利印度案例
经过公众举报，2006年9月，安得拉邦和特伦甘纳邦的邦立警察对在该邦的安利直销经营者实行了突击行动，没收其财产，并提交了一份请愿书，声明该公司违反了《奖金和金钱骗局禁止法案》（英語：Prize Chits and Money Circulation Schemes (banning) Act）。他们关闭了所有与安利公司有关的办公地点，包括一些安利直销商的私人办公场所。警方称该公司的经营模式非法。印度储备银行亦通知警方称，安利印度可能因“密谋资金周转”而违反了某些法律，《国际财经时报》亦撰稿称“部分人称......安利专注的并不是出售他们的产品，而是从拉人成为直销商这个行为而赚钱”。2008年，安得拉邦邦政府禁止了与安利有关的大众媒体广告。
喀拉拉邦警察在接到投诉之后于2011年8月6日封锁了安利于科泽科德、坎努尔、科契、科特塔耶姆、德里久爾、奎隆、特里凡得琅的公司所在地。喀拉拉邦邦警的经济犯罪调查组与2012年11月对安利的一部分分公司进行了搜查，作为其对反安利传销行动以及关闭该公司在这些地点的仓库行动的一部分，并没收了约2140万卢比的货物。P. M. Rajkumar，安利当地的区域管理人，后被逮捕并拘押14日。
因操纵、运营传销机构，喀拉拉邦邦警亦于2013年5月27日逮捕了安利印度公司的CEO——威廉·S·平克尼（William S. Pinckney），以及其他两科泽科德安利分部的总裁。他们在被逮捕的第二天便被假释，其生意并未被影响。同年6月8日科泽科德法庭宣布收回对安利公司于喀拉拉邦的禁令。

#### 美国集体诉讼
2010年11月3日，安利宣布同意为了2007年加州联邦区法院受理的一起集体诉讼赔付5600万美元——3400万美元用现金支付，剩下的2200万美元用产品补足。该集体诉讼针对捷星和其若干顶级经销商，控其诈骗、敲诈勒索、非法金字塔传销。安利指出，虽然该解决方案并不表明安利承认错误、承担责任，但因这起法律纠纷，安利已更改了其业务流程。包括这些业务变更的成本在内，该解决方案成本达1亿美元。

#### 加拿大集体诉讼
2009年的加拿大的一起集体诉讼被联邦法院驳回，并已由联邦上诉院确认上诉，安利获得上诉费用，原告们交由仲裁会受理。

### 争议

#### 中国大陆
据《纽约时报》报道，在中国，安利因其多层次传销行为曾被中国官方称为“秘密社团”。公司名“安利”亦成为了一个口语词汇，意为“分享推荐”、“銷售”等。美、中两国当局均对其在中国的销售行为有所审查——中国曾禁止过多层次营销行为，后于2006年解除了直销的禁令。2017年，美国依照《反海外腐敗法》对其在中国的业务进行审查；同年在中国，四个政府部门宣布打击该传销模式。
安利副总裁鲍尔弗称，安利本身不违法，但安利的分销商的一些行为严重违纪。一些安利传销的受害者称审查行动被当地官员压了下来，并禁止媒体报道，有前分销商指责这是政府的不作为。在问答平台知乎上仍然能找到对安利的控诉，安利的上海体验店前也有消费者用“有阴影”、“总觉得安利和传销有点关系”来形容安利。由于安利2005年后的销售增长基本依赖中国，其全球销售额也有30%出自中国，《纽约时报》认为中国市场的动荡对安利来说可能是毁灭性的。
为了遵守政府的规则，安利改变了自己的营销模式。2014年起连续三年在中国的销量下滑之后，安利试图改变自己的形象，设立体验馆、增加线上业务等，由主动接触顾客改为被动接触，并将自己的销售对象转为年轻人。

#### 《日界線》
2004年，《日界線》推出了一期特别报道，节目基于一段对捷星的长年卧底调查。报道指出，经销商平均每年只能赚1400美元，许多“对捷星载歌载舞的顶级经销商”实际上“大部分钱来自于售卖自己的成功学书籍、磁带、讲座，而不是捷星的化妆品、肥皂、电子产品。”节目还说，他们重点报道的一位捷星猎头在捷星的一次招募活动中误导观众、前后矛盾，还曾在1990年代中期因私留可卡因而获得过拘捕令。
捷星为了回应而在其官方网站上发布了一份《日界线捷星回应》。在回应中，捷星称日界线的两名制作人注册成为其独立企业主，数个月以来一直进行着卧底研究，当中使用了一些隐秘的技术手段来记录他们与其他独立企业主的接触过程，还假装自己对捷星的业务兴趣十足。捷星还称，他们只采访了三名前独立企业主，但却忽略了成百上千名正在靠捷星来达成理想的独立企业主。

## 外部連結
- Amway （页面存档备份，存于）（英文）
- 安利（中国）日用品有限公司 （页面存档备份，存于）（简体中文）
- 安利（香港）日用品有限公司（页面存档备份，存于）（繁體中文）
- 安麗（臺灣）日用品有限公司 （页面存档备份，存于）（繁體中文）
- AMWAY (MALAYSIA) SDN. （页面存档备份，存于）
- Amway (Singapore) Pte Ltd. （页面存档备份，存于）
- Amway US的Facebook專頁
- Amway US的X（前Twitter）
- Amway US的Instagram帳戶
- YouTube上的Amway頻道